# Javier Gnecco Jr.
Javier Gnecco Jr. es un actor de televisión y teatro colombiano, hijo del también actor Javier Gnecco (fallecido en 2018) y nieto del dramaturgo José Gnecco.

## Carrera
Gnecco siguió las mismas dos profesiones que su padre, la actuación y la odontología. Inicialmente se desempeñó en el grupo teatral de Jorge Plata, oficio que ejerció durante cerca de quince años. Aunque no tenía planeado actuar en televisión, en 2001 recibió la propuesta de la productora y guionista Juana Uribe para integrar el elenco de la telenovela El inútil, donde interpretó el papel de Gabo Gaviria y compartió escena con destacados actores como Víctor Mallarino, Ruddy Rodríguez y Julián Arango.
Otras apariciones destacadas de Gnecco en la televisión colombiana incluyen las series de televisión Hasta que la plata nos separe (2006), donde personificó a Eduardo De La Peña, y El penúltimo beso (2008), donde interpretó el papel de Juan Fernández. A partir de entonces ha alternado la actuación con su profesión como odontólogo.

## Filmografía

### Televisión
| Año       | Título                        | Personaje                          | Canal              |
| --------- | ----------------------------- | ---------------------------------- | ------------------ |
| 2001-2002 | El inutil                     | Gabo Gaviria                       | RCN Televisión     |
| 2006-2007 | Hasta que la plata nos separe | Eduardo De La Peña " El divertido" | RCN Televisión     |
| 2007-2008 | Pocholo                       | Duarte                             | Caracol Televisión |
| 2009      | El penúltimo beso             | Juan Fernández                     | RCN Televisión     |
| 2020      | La venganza de Analía         | Darío Cabo                         | Caracol Televisión |
| 2021      | Lala's Spa                    | Fernando Rubio                     | RCN Televisión     |